# ديل ميديا دايركت
ديل ميديا دايركت (بالإنجليزية: Dell MediaDirect)‏ تطبيق برمجي مِن الشركة «ديل»، يأتي مُثبتًا مُسبقًا على الأجهزة التي تبيعها الشركة. تمَّ تطويره لشركة ديل بواسطة شركة سايبر لينك [الإنجليزية].

## الاستخدام
يُستخدم التطبيق من مشاهدة الفيديوهات أو عروض الشرائح أو الاستماع إلى الصوتيَّات دون الحاجة إلى إقلاع نظام التشغيل بالكامل. فعند إيقاف تشغيل الكمبيوتر، يُمكن للمُستخدمين (خلال هذا البرنامج) تشغيل مقاطع الفيديو أو الصوتيَّات أو عروض شرائح الصور المخزنة على القرص الصلب أو محرك الأقراص الضوئية أو فلاشة يو إس بي أو من قارئ بطاقة الوسائط المُدمجة، دون الحاجة لإقلاع نظام التشغيل مايكروسوفت ويندوز.

## وصلات خارجيَّة
- الموقع الرسمي